# Князевка (Могилёвский район)
Князевка (бел. Князеўка) — деревня в составе Подгорьевского сельсовета Могилёвского района Могилёвской области Белоруссии.

## История
Деревня известна с 1604 года в составе Вейнянского войтовства Могилевского староства-экономии Оршанского повета Витебского воеводства ВКЛ, государственное владение. С 1635 года в составе Вильчицкого фольварка Вейнянского войтоства, в 1742 — 5 хозяйств, действовала корчма. С 1772 года вошла в состав Российской империи. В 18 веке, после присоединения белорусских земель к России, Вейнянское поместье было подарено Екатериной Второй своему фавориту генерал-поручику Александру Ермакову. В 1785 году в Чаусском повете Могилевского наместничества, 16 дворов, 166 жителей. В 1850 году в составе имения Вейно, которое принадлежало, Войнич-Сяноженцким, 30 дворов, 162 жителя, кабак. По переписи населения 1897 года в составе Голеневской волости Чаусского уезда, 43 двора, 344 жителя. В 1912 году открыта земская школа, для которой в том же году построено помещение. На базе деревни открыта трудовая школа 1 ступени, в которой в 1925 году было 80 учеников с деревень Князевка, Быстрик, поселка Запрудье и хутора Князевка. С 20 августа 1924 по 26 июля 1930 года в составе Амховского с/с Луполовского района Могилевского округа, с 2 марта 1931 в Могилевском районе, с 20 февраля 1938 года Могилевской области. В 1929 году организован колхоз «XVII партсъезд». В Великую Отечественную войну с июля 1941 по 28 июня 1944 оккупирована немецко-фашистскими захватчиками. С 26.06.1954 года в Недашевском с/с. В 1990 году в составе совхоза «Радзіма»(центр д. Подгорье). Находилась производственная бригада, ферма рогатого скота, начальная школа, клуб, библиотека, магазин. В 2007 году действовал фельдшерско-акушерский пункт и магазин.

## Население и динамика
- 1785 год — 166 человек, 16 дворов
- 1834 год — 113 человек, 30 дворов
- 1850 год — 162 человек, 30 дворов
- 1897 год — 279 человек, 43 двора
- 1929 год — 494 человек, 78 дворов
- 1990 год — 220 человек, 112 дворов
- 1999 год — 148 человек
- 2007 год — 123 человек
- 2010 год — 111 человек